# Comuna Ivașciukî, Radîvîliv
Ivașciukî (în ucraineană Іващуки) este o comună în raionul Radîvîliv, regiunea Rivne, Ucraina, formată din satele Bilohorivka, Brîhadîrivka, Ivașciukî (reședința) și Zaricine.

## Demografie
Componența lingvistică a comunei Ivașciukî
     Ucraineană (99,79%)
     Alte limbi (0,21%)
Conform recensământului din 2001, majoritatea populației comunei Ivașciukî era vorbitoare de ucraineană (99,79%), existând în minoritate și vorbitori de alte limbi.